# Радзікув (Мазовецьке воєводство)
Радзікув (пол. Radzików) — село в Польщі, у гміні Блоне Варшавського-Західного повіту Мазовецького воєводства.
Населення — 698 осіб (2011).
У 1975-1998 роках село належало до Варшавського воєводства.

## Демографія
Демографічна структура станом на 31 березня 2011 року:
|          | Загалом | Допрацездатний вік | Працездатний вік | Постпрацездатний вік |
| -------- | ------- | ------------------ | ---------------- | -------------------- |
| Чоловіки | 341     | 59                 | 243              | 39                   |
| Жінки    | 357     | 64                 | 213              | 80                   |
| Разом    | 698     | 123                | 456              | 119                  |